# 45752 Venditti
45752 Venditti este o planetă minoră (asteroid), cu un diametru de 6,595 km, din centura de asteroizi. A fost descoperită pe 1 mai 2000 la Stația Anderson Mesa de Lowell Observatory Near-Earth-Object Search și a fost numită după Flaviane Venditti⁠(d). 
Obiectul prezintă o orbită caracterizată de o semiaxă mare de 3,003704728345 UAi, o excentricitate de 0,11991738325902, o înclinație de 8,7520564905597 ° în raport cu ecliptica.